# 8847 Гух
8847 Гух (8847 Huch) — астероїд головного поясу, відкритий 12 жовтня 1990 року.
Тіссеранів параметр щодо Юпітера — 3,308.